# Лесная (Курганская область)
Лесна́я — деревня в Шумихинском районе Курганской области. Входит в состав Трусиловского сельсовета.

## География
Расположена в 0,5 км к востоку от окраины города Шумиха.

## Население
| 1989 | 2002 | 2010 |
| ---- | ---- | ---- |
| 96   | ↘85  | ↗86  |

Национальный состав
Согласно результатам Всероссийской переписи населения 2002 года, в национальной структуре населения русские составляли 87 %.